# J-passen

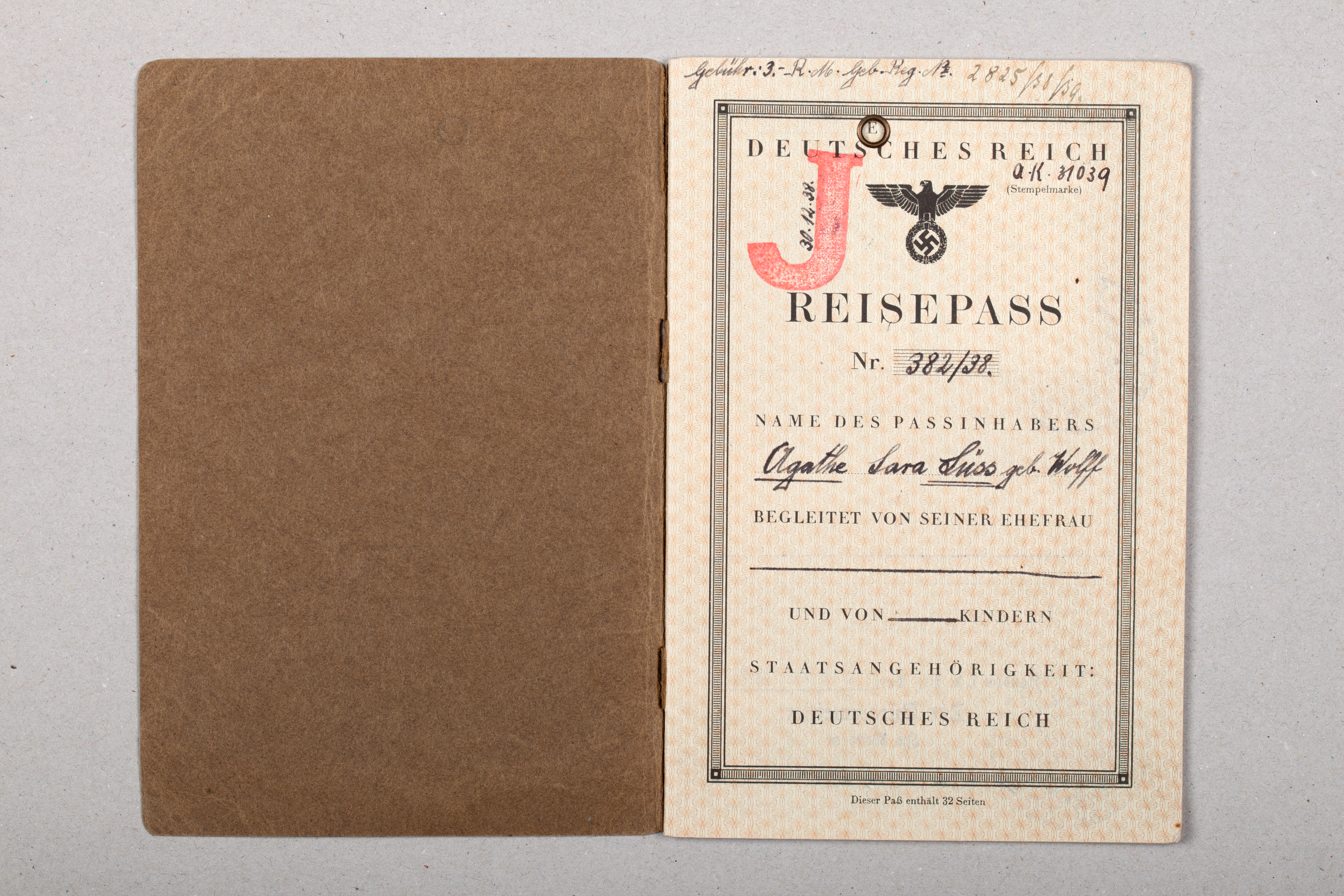
Ett pass med J-stämpel utfärdat den 13 december 1938. Idag visas det i det judiska museet i Schweiz, Basel.

J-passen kallas de pass som innehöll ett rött "J" och som utfärdades av Nazityskland till tyska judar från den 5 oktober 1938 då alla judars pass blev ogiltiga.
Stämplarna i passen tillkom efter önskemål från Sverige och Schweiz att kunna särskilja judars pass från övriga tyskars pass.:17m16s

## Bakgrund
När förföljelserna av judar ökade i Europa efter det nazistiska makttillträdandet i Tyskland 1933 flydde många judar sina hemländer. Det ökade antalet flyktingar ledde till att Sverige skärpte reglerna för att i praktiken stoppa all judisk invandring.

## Tillkomst
Tyskland beslutade den 17 augusti 1938 att judar var tvungna att anta tillnamn Israel eller Sara från den 1 januari 1939. Dessa namn stod även i passen.:17m16s
Den 9 september 1938 införde Sverige vad som kallades "gränsrekommendationssystemet", som innebar att "ariska" tyskar kunde få en "gränsrekommendation". Gränsrekommendationen innebar en enklare inresa till Sverige och liknande möjligheter som ett uppehållstillstånd. Eftersom de "ariska" tyskarnas och judiska tyskarnas pass såg likadana ut - och Sverige önskade en möjlighet att kunna sortera bort judiska tyskar - så framförde Svenska utrikesdepartementet ett önskemål till de nazityska myndigheterna om att kunna särskilja judars pass från övriga tyskars pass.:17m16s Även Schweiz framförde samma önskemål. Sverige hotade med att införa viseringstvång för alla tyska medborgare om man inte kunde särskilja de icke-önskvärda.
Detta ledde till att Tyskland den 5 oktober 1938 beslutade att stämpla ett rött "J" i tyska judars pass så att man lättare skulle kunna avvisa dem vid gränsen. Detta kom att drabba alla judar som ville lämna Tyskland, även dem som sökte sig till andra länder än Sverige och Schweiz. I och med de nya bestämmelserna förklarades alla gamla pass som hölls av tyska judar som ogiltiga. Judar var tvungna att lämna in sina gamla pass och få nya, med ett "J" stämplat i dem.
I slutet av maj 2023 beskrev Forum för levande historia händelsen som "I början av hösten 1938 framförde Sverige och Schweiz, oberoende av varandra, önskemål om att de tyska judarna skulle få särskilda pass. Detta ledde till att den tyska regeringen införde de så kallade 'J-passen'." I början av juni 2023 beskrev de händelsen som "Bakgrunden var Schweiz beslut att införa visumtvång för alla tyska medborgare i syfte att förhindra att oönskade österrikiska judar tog sig in i landet.", men även Sverige hade i början av september kommit fram till att ett allmänt viseringstvång för alla tyskar var nödvändigt.
Därefter skrev Ola Larsmo i juni 2023 att det var Nazityskland som till Schweiz den 7 september 1938 lade fram förslaget om J i passen.

## Tillämpning i Sverige
Socialstyrelsen meddelade de svenska passkontrollerna i ett hemligt cirkulär den 27 oktober 1938 till att tyskar med en J-stämpel i passet skulle avvisas om de inte redan hade svenskt uppehållstillstånd eller en så kallad gränsrekommendation. Samma datum meddelade Svenska Utrikesdepartementet viseringsmyndigheterna att tyskar med J-stämpeln tillhörde den grupp Sverige inte ville släppa in i landet. I september 1939 utfärdades i Sverige viseringstvång för alla utomnordiska utlänningar och invandringen från Tyskland sjönk till ett minimum.

## Övrigt
Sverige hade redan sedan 1932 märkt judiska inresandes registerkort med ett "m" för "mosaisk".